# Walckenaeria kulalensis
Walckenaeria kulalensis este o specie de păianjeni din genul Walckenaeria, familia Linyphiidae, descrisă de Holm, 1984.
Este endemică în Kenya. Conform Catalogue of Life specia Walckenaeria kulalensis nu are subspecii cunoscute.